# San Faustino (Sonora)
San Faustino es un ejido del municipio de Caborca ubicado en el noroeste del estado mexicano de Sonora, en la zona del desierto de Sonora. Según los datos del Censo de Población y Vivienda realizado en 2020 por el Instituto Nacional de Estadística y Geografía (INEGI), San Faustino tiene un total de 256 habitantes.

## Geografía
San Faustino se sitúa en las coordenadas geográficas 30°50′16″ de latitud norte y 112°35'56" de longitud oeste del meridiano de Greenwich, a una elevación de 144 metros sobre el nivel del mar.